# Marque Perry
Marque D. Perry (Chicago, 28 gennaio 1981) è un ex cestista statunitense.

## Carriera
Con gli Stati Uniti ha disputato i Campionati americani del 2005.

## Palmarès

### Squadra
- Coppa di Slovenia: 1

Union Olimpija: 2011

### Individuale
- All-NBDL First Team (2004)